# Озоровский, Эдвард
Э́двард Озоро́вский (пол. Edward Ozorowski; 1 мая 1941, Вулька-Пшедмесьце, Подляское воеводство, Польша — 12 октября 2024, Белосток) — католический прелат. Ректор белостокской Высшей духовной семинарии с 1979 года по 1992 год. Архиепископ Белостока с 21 октября 2006 по 12 апреля 2017.

## Биография
C 1958 по 1964 года обучался в белостокской Высшей духовной семинарии. С 21 июня 1964 года состоялось рукоположение Эдварда Озоровского рукоположён в священника, которое совершил апостольский администратор Белостока епископ Владислав Сушинский. C 1964 по 1970 год обучался в Люблинском католическом университете. В 1970 году защитил диссертацию по теме «Nauka współczesnych teologów katolickich o kulcie świętych w życiu Kościoła pielgrzymującego (od Mystici Corporis do Vaticanum II)», получив научную степень доктора богословия. С 1970 года работал в Академии католической теологии в Варшаве. С 1974 года преподавал догматику в Высшей духовной семинарии в Белостоке, Университете имени Стефана Вышинского в Варшаве, Белостокском университете и богословском факультете в Варшаве.
31 января 1979 года Римский папа Иоанн Павел II назначил Эдмунда Озоровского титулярным епископом Битеттума и вспомогательным епископом вильнюсской архиепархии. 29 апреля 1979 года состоялось рукоположение Эдмунда Озоровского в епископа, которое совершил вроцлавский архиепископ Хенрик Роман Гульбинович в сослужении с титулярным епископом Лиматы и апостольским администратором Белостока Эдвардом Киселём и титулярным епископом Клисмы и апостольским администратором Пинска Владиславом Едрушуком.
С 1979 по 1992 год Эдвард Озоровский был ректором белостокской семинарии. 5 июня 1991 года Эдвард Озоровский был назначен вспомогательным епископом Белостока. В конце 90-х годов XX столетия преподавал догматику в санкт-петербургской духовной семинарии «Мария — Царица апостолов».
Был вспомогательным епископом Белостока до 21 октября 2006 года, когда Римский папа Бенедикт XVI назначил его архиепископом Белостока. 16 ноября 2006 года состоялся ингресс в кафедральном соборе Успения Пресвятой Девы Марии в Белостоке. 29 июня 2006 года Римский папа Бенедикт вручил Эдварду Озоровскому митрополичий паллий в соборе Святого Петра.
Умер 12 октября 2024 года в Белостоке в возрасте 83 лет.